# Pterorhynchus wellnhoferi
Lo pterorinco (Pterorhynchus wellnhoferi) è un rettile volante estinto, appartenente agli pterosauri. Visse nel Giurassico superiore (circa 150 milioni di anni fa) e i suoi resti sono stati ritrovati in Cina.

## Descrizione
Questo animale è conosciuto per uno scheletro quasi completo e articolato, in cui si sono conservate numerose parti molli, come le membrane alari e strutture simili a peli. Come molti pterosauri primitivi (ranforincoidi) del Giurassico, questo animale possedeva una lunga coda che terminava in una struttura simile a un rombo, formata da un lembo di pelle allargata. Le ali membranose erano relativamente ampie. L'aspetto più curioso dello pterorinco era dato dalla testa: era presente, infatti, un'alta cresta formata da una zona ossea alla base e da una grande estensione di tessuto molle. Il cranio era lungo quasi 12 centimetri, mentre l'apertura alare dell'animale doveva raggiungere gli 85 centimetri.

## Classificazione
Descritto per la prima volta nel 2002 da Czerkas e Ji, lo pterorinco è stato subito riconosciuto come un appartenente ai ranforincoidi (Rhamphorhynchoidea), il gruppo più primitivo di pterosauri. Originariamente la formazione Daohugou, dove è stato rinvenuto l'esemplare, era stata attribuita al Cretaceo inferiore, ma successivamente è risultato chiaro che i fossili risalivano alla fine del Giurassico. È possibile che lo pterorinco fosse strettamente imparentato con altri ranforincoidi del periodo, come Scaphognathus e Harpactognathus.

## Stile di vita
La grande e alta cresta cranica era un carattere decisamente inusuale per uno pterosauro primitivo; la sua funzione non è nota, ma è possibile che fosse utile per spostarsi attraverso il mezzo aereo, come anche la coda dotata di una struttura a forma di rombo. È possibile anche che la cresta fosse un segnale di riconoscimento intraspecifico.